# 李培基
李 培基（り ばいき）は、中華民国の軍人、政治家。初めは山西省の閻錫山に属し、後に国民政府（国民革命軍）の軍人、政治家となる。字は涵礎。

## 事跡
東三省陸軍講武堂と東三省陸軍測絵学堂に入学し、中国同盟会に加入した。辛亥革命の際には、革命派として関外民軍総司令部参謀長をつとめた。
1918年（民国7年）、閻錫山率いる晋軍（山西軍）に属する。1927年（民国16年）夏、国民革命軍北方第1軍第1師師長をつとめ、さらに綏遠都統に任命された。1928年（民国17年）6月、第3集団軍第1軍軍長に昇進した。
北伐終了後の9月、軍縮に伴い第3集団軍暫編第1師師長となる。10月、中央陸軍の編制に組み込まれて第32師師長となった。同月、河北省政府委員に任じられる。1929年（民国18年）8月、綏遠省政府主席に任命され、1931年（民国20年）8月までつとめる。
1933年（民国22年）4月、黄河水利委員会委員に任命され、5月、河南省民政庁長に転じた。1935年（民国24年）6月、河北省民政庁長にいったん転出し、翌年6月、再び河南省民政庁長に復帰した。1938年（民国27年）2月、国民政府監察院監察委員に就任し、5月には、銓叙部部長となる。1941年（民国30年）12月、考試院秘書長をつとめた。
1942年（民国31年）1月、河南省政府主席に任命される。翌月、同省保安司令も兼任した。1944年（民国33年）7月から9月にかけて、これらの地位から罷免されている。民国35年（1946年）、中国国民党第6期中央執行委員となる。1948年（民国37年）には立法院立法委員に選出された。
中華人民共和国成立後は大陸にとどまった。中国人民政治協商会議全国委員会において、第3期特別招待委員、第4期委員をつとめている。
1969年、北京で死去。享年84。